# الدوري التشيكوسلوفاكي 1977–78
الدوري التشيكوسلوفاكي 1977–78 هو الموسم 71 من الدوري التشيكوسلوفاكي ‏. أشرف على تنظيمه اتحاد جمهورية التشيك لكرة القدم، وكان عدد الأندية المشاركة فيه 16، وفاز فيه زبرويوفكا برنو.